# واکه باز مرکزی غیرگرد
واکه باز مرکزی غیرگرد یا واکه افتاده مرکزی غیرگرد یک نوع آوای واکه است که در بسیاری از زبانهای گفتاری کنونی و پیشین جهان بدان سخن گفته می‌شود. در حالی که الفبای آوانگاری بین‌المللی هیچ حرف جداگانه‌ای برای نشان‌دادن این واکه که میان [a] جلویی و [ɑ] پشتی است ندارد، غالباً به‌صورت ⟨a⟩ نوشته می‌شود. اگر که دقت مورد نظر ما باشد، با اعراب‌گذاریهایی مثل ⟨ä⟩ مرکزی‌شده و ⟨a̠⟩ جمع‌شده مشخص‌نمود.

## ویژگی‌ها
- بلندی این واکه، باز (همچنین شناخته‌شده با نام افتاده) است.
- برگشتی این واکه، مرکزی است، یعنی که در نیمه‌راه واکهٔ جلویی و پشتی است.
- این یک واکهٔ غیرگرد است، بدین معنی که لب‌ها هنگام ایجاد آن گرد نمی‌شوند.